# Стурдза
Сту̀рдза (на румънски: Sturdza) е молдовски благороднически род, представители на който са князе на Молдова, а други по-късно участват активно в румънския обществен и политически живот.
Родът е известен от средата на XVI век, а през XVII век се налага като един от влиятелните болярски родове в Молдова. В края на XVIII век клон на рода е на служба в Руската империя.

## Известни представители
- Скарлат Стурдза (1750 – 1816), руски губернатор на Бесарабия
- Йоница Санду Стурдза (1761 – 1842), княз на Молдова
- Михаил Стурдза (1794 – 1884), княз на Молдова
- Василе Стурдза (1810 – 1870), княз и министър-председател на Молдова
- Димитрие Стурдза (1833 – 1914), министър-председател на Румъния[2]